# École supérieure de gestion et d’économie numérique (Koléa)
 (décembre 2020).
L'École Supérieure de Gestion et d’Économie Numérique ESGEN est une école supérieure publique algérienne de formation en sciences de gestion et d'économie numérique créée en 2019, basé au niveau du pôle universitaire de la ville de Koléa, en Algérie.

## Historique
Créée conformément au décret exécutif n° 19-198 du 10 juillet 2019 stipulant la transformation de l'école préparatoire en sciences économiques, commerciales et sciences de gestion de la ville d'Alger (créée par le décret exécutif n° 09-23 du 20 janvier 2009, située au quartier de Draria puis transférée à Koléa) en École Supérieure de Gestion et d'Économie Numérique (ESGEN).

## Admission
L'entrée à l'école est ouverte à tous les bacheliers.

## Formations
L'ESGEN propose une formation en cycle préparatoire de deux ans, qui après un concours national peut déboucher sur un deuxième cycle avec deux parcours possible, sanctionné par un diplôme de Master en :
1. - Digital Finance and Banking Management
  - E-Business
  - Audit et Contrôle de Gestion
  - Gouvernance des Systèmes d’Information
  - Management Digital
  - Supply Chain & Commerce International
  - Technologies Financières
  - Data Management & Business Intelligence